# Verein für Hallenradsport Worms
Der Verein für Hallenradsport Worms (VfH Worms) ist ein 1968 gegründeter Verein für Hallenradsport in der rheinland-pfälzischen Stadt Worms.

## Geschichte
Die Ursprünge des später gegründeten Vereins gehen auf das frühe 20. Jahrhundert zurück, als um 1900 das Fahrrad in etwa die gleiche Bedeutung hatte wie heute ein Auto: nicht jeder konnte sich ein eigenes leisten. So kam es, dass es in Worms um die Jahrhundertwende sogar mehrere Radfahrvereine gab. 1902 wurde die Wormser Ortsgruppe des Arbeiter-Radfahrerbundes Solidarität gegründet, die sich vorrangig mit Wanderfahren und Saalradfahren befasste.
Die Bewegung wurde durch den Zweiten Weltkrieg gestoppt, die Wormser Ortsgruppe wurde jedoch im Jahr 1947 erneut gegründet. Zu dieser Zeit besaß man lediglich vier Einräder. Ab dem Jahr 1955 war die Ortsgruppe Teilnehmer bei jeder deutschen Meisterschaft und die Mitgliederzahlen wuchsen beständig. In den Jahren 1960–1963 war man viermal erfolgreichster deutscher Hallenradsportverein des RKB Solidarität.
Im Jahr 1968 erfolgte dann die Gründung des ab nun eigenständigen VfH Worms. Zur gleichen Zeit erfolgte der Anschluss an den Bund Deutscher Radfahrer. Ein Schwerpunkt des Vereins beim Hallenradsport ist das Kunstradfahren.

## Trainingshalle
Der VfH Worms trainiert in dem unter Denkmalschutz stehenden Bauensemble (Turnhalle) der Karmeliter-Grundschule Worms.

## Erfolge (Auswahl, ab dem Jahr der Vereinsgründung)

### Deutsche Meisterschaften
- 1968 in Andernach: 4er Einradfahren Männer (1. Platz)
- 1969 in Saarbrücken: 4er Einradfahren Frauen und Männer (2. Platz)
- 1970 in Wickrath: 4er Einradfahren Frauen (2. Platz)
- 1973 in Kassel: 1er Kunstfahren (1. Platz)
- 1978 in Marburg: 6er Kunstfahren Männer (2. Platz)
- 1980 in Lübbecke: 4er Kunstfahren Männer (1. Platz)
- 1982 in Crailsheim: 4er Kunstfahren Männer (1. Platz)
- 1984 in Herzogenrath: 6er Kunstfahren Männer (1. Platz)
- 1987 in Crailsheim: 4er Kunstfahren Männer (1. Platz)
- 1988 in Bad Salzuflen: 6er Kunstfahren Männer (2. Platz)
- 1995 in Hamburg: 2er Kunstfahren Männer (2. Platz)
- 2011 in Erfurt: 4er Kunstrad Frauen (1. Platz)
- 2016 in Moers: 4er Einradfahren Frauen (1. Platz)
- 2017 in Hamburg: 6er Kunstrad Elite offen (1. Platz)[3]

### Weltcup
Beim Weltcup in Prag erreichte der VfH Worms (Startnummer gemäß der UCI-Startaufstellung: 109) mit seinem 4er Kunstradteam der Frauen zum Auftakt am 10. Februar 2018 den zweiten Platz.